# Dryococelus australis
Dryococelus australis is een insect dat behoort tot de wandelende takken.
Het dier bereikt een lichaamslengte tot ongeveer vijftien centimeter, de vrouwtjes worden iets langer dan de mannetjes. Het insect kan een gewicht bereiken tot 25 gram. Lange tijd werd gedacht dat het dier was uitgestorven omdat het sinds 1920 niet meer was gezien. In 2001 werd op Ball's Pyramid, een hoge rots voor de kust van het Australische Lord Howe-eiland, een kolonie van 24 exemplaren aangetroffen.
Dit insect kwam vroeger algemeen op Lord Howe-eiland voor, waar de plaatselijke bevolking de dieren onder meer gebruikte als visaas, maar verdween al snel nadat daar bij een schipbreuk van de SS Makambo in 1918 de zwarte rat was geïntroduceerd. In 2003 is met vier van de rots afkomstige exemplaren van Dryococelus australis een fokprogramma opgezet, mede met de bedoeling de nakomelingen uiteindelijk uit te zetten op Lord Howe-eiland, dat daartoe vrij van ratten zal worden gemaakt. In 2008 werden 20 in gevangenschap gekweekte dieren uitgezet in een speciaal leefgebied op het eiland.